# 필모어역
필모어역 (Fillmore Station)은 로스앤젤레스 군 광역철도의 금선역 중 하나이다. 패서디나의 레이몬드 애비뉴 (Raymond Avenue)와 아로요 파크웨이(Arroyo Parkway) 사이의 필모어 스트리트(Fillmore Street)에 위치해 있다.
이 역에는 예술가인 Michael C. McMillen이 만든 "Geologica 42"라는 역 아트가 있다. 승강장 좌석은 증기선 트렁크(Steamer trunk) 형태로 설계되었다. 역에는 무료(선착순) 및 유료 주차 공간이 있는 주차장이 있다.

## 역 정보

### 역 구조
| 승강장 | 금선                            | ← 사우스패서디나 역 South Pasadena ← 애틀랜틱행 (종착점행) |
| 승강장 | 섬식 승강장, 왼쪽 출입문이 열림 |                                                            |
| 승강장 | 금선                            | → 델마르 역 Del Mar → APU/시트러스 칼리지행 (기점행)       |

### 열차 운행 정보
이 역에서는 일반 시간에 지하철 운행이 오전 5시부터 시작하여 오전 12시 15분까지 운행한다.

## 인근 역세권
- 헌팅턴 병원 (Huntington Hospital)
- 패서디나 토너먼트 오브 로즈(Pasadena Tournament of Roses)
- 로즈 팰리스(Rose Palace)